# 90式戰車回收車
90式戰車回收車陸上自衛隊所使用以90式戰車車體改裝成的裝甲回收車。78式戰車回收車的後繼車，1990年服役。
90式戰車的裝甲都以保留。調整為拆除砲塔、車輪輪幅間隔調整。車體右前部裝有吊車。和舊型78式戰車回收車相同有6檔和一個倒車檔。車上有機槍和煙霧彈發射器。
所有配備90式戰車的部隊都配有本車、陸上自衛隊富士學校和陸上自衛隊武器學校也有配備。
| 予算計上年度         | 採購數量 |
| -------------------- | -------- |
| 平成2年度（1990年）  | 4輛      |
| 平成3年度（1991年）  | 3輛      |
| 平成4年度（1992年）  | 1輛      |
| 平成5年度（1993年）  | 1輛      |
| 平成6年度（1994年）  | 1輛      |
| 平成7年度（1995年）  | 1輛      |
| 平成8年度（1996年）  | 1輛      |
| 平成9年度（1997年）  | 2輛      |
| 平成10年度（1998年） | 1輛      |
| 平成11年度（1999年） | 2輛      |
| 平成12年度（2000年） | 1輛      |
| 平成13年度（2001年） | 1輛      |
| 平成14年度（2002年） | 1輛      |
| 平成15年度（2003年） | 1輛      |
| 平成16年度（2004年） | 1輛      |
| 平成17年度（2005年） | 1輛      |
| 平成18年度（2006年） | 1輛      |
| 平成19年度（2007年） | 1輛      |
| 平成20年度（2008年） | 2輛      |
| 平成21年度（2009年） | 2輛      |
| 平成22年度（2010年） | 1輛      |
| 合計                 | 31輛     |

## 登場影視作品
- 『戰國自衛隊1549』：陸上自衛隊飛往古代後街道整備場景。

## 相關連結
- 裝甲回收車
- 吊車 (起重機)